# 伊号第三十九潜水艦
| 伊号第三九潜水艦の進水式 |                                                                              |
| 艦歴                     |                                                                              |
| 計画                     | 第四次海軍軍備補充計画（④計画）                                              |
| 起工                     | 1941年6月19日                                                                |
| 進水                     | 1942年4月15日                                                                |
| 就役                     | 1943年4月22日                                                                |
| その後                   | 1943年11月26日戦没                                                           |
| 除籍                     | 1944年4月30日                                                                |
| 性能諸元                 |                                                                              |
| 排水量                   | 基準：2,198トン 常備：2,584トン 水中：3,654トン                              |
| 全長                     | 108.7m                                                                       |
| 全幅                     | 9.30m                                                                        |
| 吃水                     | 5.14m                                                                        |
| 機関                     | 艦本式2号10型ディーゼル2基2軸 水上：12,400馬力 水中：2,000馬力               |
| 速力                     | 水上：23.6kt 水中：8.0kt                                                     |
| 航続距離                 | 水上：16ktで14,000海里 水中：3ktで96海里                                     |
| 燃料                     | 重油：774トン                                                                |
| 乗員                     | 94名                                                                         |
| 兵装                     | 40口径14cm単装砲1門 25mm機銃連装1基2挺 53cm魚雷発射管 艦首6門 九五式魚雷17本 |
| 航空機                   | 零式小型水上偵察機1機 （呉式1号4型射出機1基）                                |
| 備考                     | 安全潜航深度：100m                                                           |

伊号第三十九潜水艦（いごうだいさんじゅうくせんすいかん、旧字体：伊號第三十九潜水艦）は、大日本帝国海軍が運用した伊十五型潜水艦（巡潜乙型）の20番艦。

## 艦歴
1939年（昭和14年）の第四次海軍補充計画（④計画）によって建造が承認され、1941年（昭和16年）6月19日、佐世保海軍工廠で起工。1942年（昭和17年）4月15日に進水、1943年（昭和18年）4月22日に竣工した。竣工と同時に横須賀鎮守府籍となり、訓練部隊である第一艦隊第11潜水戦隊に編入された。
7月20日、第六艦隊第8潜水戦隊第14潜水隊に編入。
21日、伊39は横須賀を出港し、オーストラリア東方沖に進出して哨戒。8月9日、エスピリトゥサント島北方沖で米駆逐艦の攻撃を受けるが、被害はなかった。9月2日、駆逐艦4隻の護衛がついた輸送船3隻からなる輸送船団を発見するが、攻撃に失敗。12日、南緯14度58分 東経169度17分 / 南緯14.967度 東経169.283度のニューヘブリディーズ諸島東方沖で、米ガソリン用浮きタンクYOG-42を曳航してパゴパゴからエスピリトゥサント島へ向かっていた艦隊曳船ナバホ(USS Navajo, AT-64)を発見し、雷撃。魚雷はナバホに命中し、同船は2分で船首から沈没した。25日、帰投中に航空機により爆雷攻撃を受けたため損傷。27日、トラックに到着して修理を受ける。
11月21日、伊39はトラックを出港し、タラワ南西沖に向かった。25日、哨戒区域に到着したとの報告を最後に消息不明。
アメリカ側記録によると、26日1156、米駆逐艦ボイド(USS Boyd, DD-544)が潜航中の潜水艦をソナー探知。爆雷攻撃を行い、潜水艦を撃沈した。これが伊39の最期の瞬間であり、艦長の田中万喜夫中佐以下乗員96名全員戦死。沈没地点はタラワ南西60浬地点付近、南緯03度10分 東経171度55分 / 南緯3.167度 東経171.917度。
1944年（昭和19年）2月20日、ギルバート諸島方面で亡失と認定され、4月30日に除籍された。
撃沈総数は1隻であり、撃沈トン数は1,280トンである。

## 歴代艦長
※『艦長たちの軍艦史』412-413頁による。

### 艤装員長
- 田中万喜夫 中佐：1943年3月16日 -

### 艦長
- 田中万喜夫 中佐：1943年4月22日 - 11月26日戦死